# Union des indépendants (Tchéquie)
L’Union des Indépendants (en tchèque Sdružení nezávislých, SNK) est un parti politique tchèque, membre du Parti populaire européen.